# فيضة الحلويات
فيضة الحلويات منطقة عراقية في ناحية الشبكة، بقضاء النجف بمحافظة النجف بالبادية العراقية، جنوب العراق، وفي سنة 1956 ذكر مكي الجميل في كتابه (البدو والقبائل الرحالة في العراق) أن فيضة الحلويات كانت عائدة لتصرّف عشيرة الدهامشة من عنزة بحسب توزيع وزارة الداخلية العراقية.